# Les Dodds
Leslie Smith Dodds (20 tháng 9 năm 1912 – 29 tháng 11 năm 1967) là một cầu thủ bóng đá người Anh thi đấu ở vị trí tiền vệ chạy cánh.